# Nocne graffiti (album)
Nocne graffiti – ścieżka dźwiękowa do filmu sensacyjnego Macieja Dutkiewicza, Nocne graffiti.
Utwory użyte w filmie Nocne graffiti zostały wykonane przez m.in. Varius Manx, Kasię Kowalską, Magmę i Kasię Stankiewicz.
Album uzyskał status złotej płyty.

## Lista utworów
1. „Ruchome piaski” – Varius Manx (4:57)
2. „Małe zaćmienie” – Maciej Balcar (3:43)
3. „Nocne graffiti 1” – Robert Janson (0:41)
4. „Nocne graffiti 2” – Robert Janson (2:21)
5. „Straciłam swój rozsądek” – Kasia Kowalska (4:33)
6. „Jesienne pożegnanie” – Robert Janson (3:46)
7. „Nocne graffiti 3” – Robert Janson (2:33)
8. „Nieme ściany” – Varius Manx (3:36)
9. „Nocne graffiti 4” – Robert Janson (1:22)
10. „Nocne graffiti 5” – Robert Janson (0:34)
11. „Nocne graffiti 6” – Robert Janson (2:22)
12. „Wszystkie chwile” – Magma (5:44)
13. „Nieme ściany” – Robert Janson (3:37)
14. „Najlepszy z dobrych” – Kasia Stankiewicz (3:45)
15. „Ruchome piaski” – Robert Janson (4:57)
16. „Nocne graffiti 7” – Robert Janson (0:24)

## Wykonawcy
- Artysta: Robert Janson
- Wokal: Varius Manx, Maciej Balcar, Kasia Kowalska, Kasia Stankiewicz
- Saksofon: Robert Chojnacki[1]